# Ousmane William Mbaye
Ousmane William Mbaye es un cineasta senegalés. Es más conocido como director del documental Mère-Bi y las películas Doomi Ngacc, Fresque y Kemtiyu, Cheikh Anta. Además, también ha sido productor ejecutivo, productor de línea, guionista, director de fotografía, editor y productor.

## Biografía
Mbaye nació en 1952 en París, Francia. Su madre, Annette Mbaye d'Erneville es una mujer de letras senegalesa.

## Carrera profesional
Mbaye se formó en el Conservatoire Libre du Cinéma Français (Conservatorio Libre de Cine Francés). Luego estudió en la Universidad de París 8 Vincennes-Saint-Denis donde comenzó a hacer cine. Después de la graduación, se mudó a Senegal. También trabajó como asistente de dirección. De 1990 a 1997 fue coordinador y fundador de los Rencontres Cinématographiques de Dakar (RECIDAK).
En 1979, produjo y dirigió su primer cortometraje Doomi Ngacc, ganador del Tanit de Bronce en el Festival de cine de Cartago. A partir del 2000 comenzó a realizar documentales como Président Dia y Kemtiyu, Cheikh Anta. En 2003 realiza el cortometraje documental Xalima la plume sobre el músico senegalés Seydina Insa Wade. Posteriormente, el cortometraje ganó el Premio Documental en el Festival de Cine de Milán. En 2005 dirigió el documental Fer et verre, centrado en la artista plástica senegalesa Anta Germane Gaye. En 2008, realizó el corto Mère-Bi, basado en su madre.
En 2016 realizó el documental biográfico Kemtiyu, Cheikh Anta, sobre la vida del historiador, médico y político senegalés Cheikh Anta Diop. La película recibió críticas positivas y se proyectó en varios festivales internacionales de cine. Fue galardonado con el premio UE/ACP en el Festival Panafricano de Cine y Televisión de Uagadugú (FESPACO) 2017.

## Filmografía
| Año  | Título                            | Rol                                      | Tipo                    | Ref.   |
| ---- | --------------------------------- | ---------------------------------------- | ----------------------- | ------ |
| 1977 | Ceddo                             | Asistente de director                    | Cortometraje            |        |
| 1979 | Doomi Ngacc (The Child of Ngatch) | Director                                 | Película                |        |
| 1981 | Duunde Yakaar                     | Director                                 | Película                |        |
| 1989 | Dakar Clando                      | Director                                 | Película                |        |
| 1990 | City Life                         | Director                                 | Película documental     |        |
| 1992 | Dial Diali                        | Director                                 | Cortometraje documental |        |
| 1992 | Fresque                           | Director                                 | Película                |        |
| 2002 | Moi Et Mon Blanc                  | Asistente de director                    | Película                |        |
| 2003 | Xalima la plume                   | Director                                 | Cortometraje            |        |
| 2005 | Fer et verre                      | Director                                 | Cortometraje            |        |
| 2008 | Mère-Bi                           | Director                                 | Cortometraje            |        |
| 2010 | L'invité                          | Actor                                    | Serie de televisión     |        |
| 2012 | Président Dia                     | Director                                 | Documental              |        |
| 2016 | Kemtiyu, Cheikh Anta              | Director, escritor y productor           | Documental              | [ 13 ] |
| 2019 | Tabaski                           | Productor ejecutivo y jefe de producción | Cortometraje            |        |